# Restaurant Paustian
Restaurant Paustian var en dansk restaurant, beliggende i Paustians Hus ved Kalkbrænderihavnen i København. Den blev etableret i 1987, samme år som bygningen blev opført af Jørn Utzon. Fra 2008 til 2010 var restauranten tildelt én stjerne i Michelinguiden, da stedet blev drevet af kokken Bo Bech.

## Historie
Da design- og møbelkæden Paustian i 1987 lod huset opføre på kajen ved Kalkbrænderihavnen i Nordhavnen, blev der også føjet en restaurant med udsigt over Københavns Havn. Den var fra 2004 til 2010 ejet og drevet af kokken Bo Bech, der i 2007 fik en "rising star" i Michelinguiden, og året efter blev han og køkkenet tildelt én af de rigtige stjerner i den berømte franske guide.. Stjernen blev fornyet både i 2009 og 2010. Bech opsagde lejemålet og forlod restauranten i juli 2010, da han ville åbne noget nyt på Kongens Nytorv.
Ægteparret og kokkene Lisbeth og Bo Jacobsen overtog i januar 2011 forpagtningen af restauranten, og åbnede med mad fra det danske køkken. Trods ros fra madanmelderne, kunne parret ikke få forretningen til at løbe rundt, og i april 2012 forlod de Paustian. Siden dengang har møbelhuset selv fungeret som restauratør, med skiftende køkkenchefer ansat. I 2016 lavede køkkenet kun frokostretter, og havde åben fra kl. 10 til 15.